# Axel Springer
 (juin 2011).
Si vous disposez d'ouvrages ou d'articles de référence ou si vous connaissez des sites web de qualité traitant du thème abordé ici, merci de compléter l'article en donnant les références utiles à sa vérifiabilité et en les liant à la section « Notes et références ».
Pour le groupe d'édition, voir Axel Springer (entreprise)
Pour les articles homonymes, voir Springer.
Axel Springer, né Axel Cäsar Springer le 2 mai 1912 à Hambourg et mort le 22 septembre 1985 à Berlin Ouest, est un magnat de la presse allemande et européenne, fondateur du groupe d'édition Axel Springer.

## Biographie

### Début de carrière à Hambourg

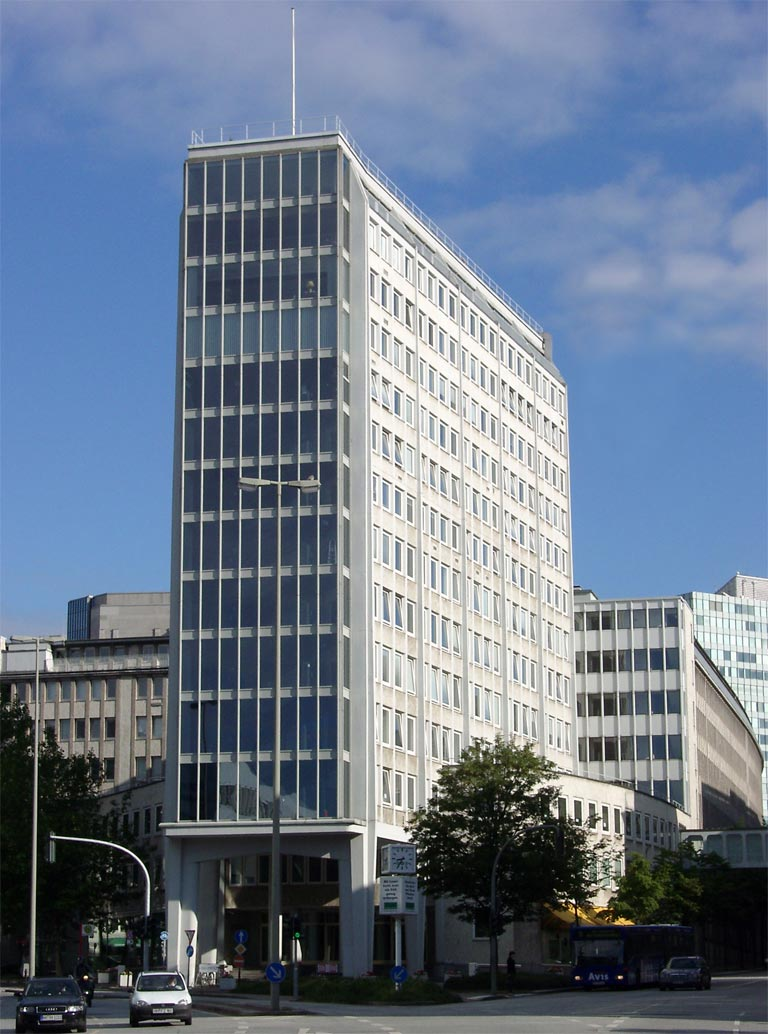
L'édifice Axel-Springer-Verlag à Hambourg.

Axel Cäsar Springer naît à Altona près de  Hambourg d'un père éditeur Heinrich Springer. Victime d'une maladie pancréatique, il échappe à tout service militaire et ne combattra donc pas pendant la Seconde Guerre mondiale. En outre, il ne sera jamais adhérent du Parti national-socialiste des travailleurs allemands (NSDAP), tous éléments qui le favoriseront auprès des autorités d'occupation alliées lorsqu'il développera ses activités dans le secteur de la presse.
Springer commence sa carrière avec la fondation de l'entreprise Axel Springer GmbH, à Hambourg, en 1947. Il publie alors le journal Hamburger Abendblatt puis quelques magazines, dont le populaire magazine de programmes radiophoniques puis télévisuels Hör zu.

### Le succès, avecBild
En 1952, il lance Bild qui devient un des journaux allemands les plus influents sur l'opinion publique en Allemagne, avec un lectorat de plusieurs millions de personnes et 4 millions d'exemplaires publiés.
Il lance ou acquiert ensuite de nombreux autres organes de presse à la ligne éditoriale résolument anti-intellectuelle et conservatrice.

### Polémiques
Axel Springer est décrit comme un magnat de la presse allemande et européenne, très contesté pour l’utilisation franche de son pouvoir.
À la fin des années 1960, Springer est pris à partie par les mouvements étudiants de gauche à propos des prises de positions de ses journaux, Bild notamment, contre le mouvement de protestation. La tentative d'assassinat sur l'activiste Rudi Dutschke par des individus d'extrême-droite, le 11 avril 1968, est ainsi associée aux campagnes calomnieuses de la presse de Springer (le Bild Zeitung titre ainsi « Qu'attend-on pour mettre à la raison un dangereux individu qui déshonore notre ville ? »).
Des actions sont lancées par les étudiants comme des incendies de dépôts de journaux. En juin 1968 Bild traite les étudiants de "psychopathes". Et Springer est qualifié d'« assassin », à la suite de la mort d'un étudiant par la police.
En 1974, en réponse à la politique de sécurité et de répression de l'État et à la presse de Springer, l'écrivain Heinrich Böll publie L'Honneur perdu de Katharina Blum.
Dans son roman Un dimanche à la montagne (2006), l’écrivain Daniel de Roulet avoue qu’il a incendié avec son amour de jeunesse le chalet d’Axel Springer à Rougemont (Vaud), le 5 janvier 1975, acte terroriste commis pour des raisons autant politiques (il tenait Springer pour un ancien nazi) qu'amoureuses (sa compagne de l'époque le pousse à commettre cet acte militant contre le magnat de presse dont les journaux sont jugés réactionnaires),.

### Décès et suite de l'histoire de l'entreprise
Son fils, Axel Springer junior, photographe sous le pseudonyme de Sven Simon, né en 1940, était un ami de Rudi Dutschke. Après la mort de celui-ci, il se suicide en 1980 par arme à feu et laisse son père fou de chagrin. 
Axel Springer meurt à Berlin Ouest en 1985. Il laisse une veuve, Friede Springer, éditrice qui dirige la fondation Axel Springer et une fille Ariane Springer.
Le groupe, Axel Springer Verlag, est actuellement une maison d'édition majeure en Allemagne avec 180 journaux et magazines et 23,7 % du lectorat allemand en 1999[réf. nécessaire]. 
En 2008, Axel Springer Verlag est poursuivi par le président de la Fédération internationale du sport automobile Max Mosley, à la suite d'un scandale sexuel impliquant ce dernier dans une orgie prétendue nazie, à la suite d'un article publié par le journal Bild.

## Postérité
Il existe à Berlin une rue Axel Springer, près de la station de U-bahn (métro) Spittelmark. Elle tient son nom du gratte-ciel Axel Springer, siège de Axel Springer Verlag, que ce dernier avait fait construire le long du mur de Berlin pour que les Allemands de l'Est puissent le voir.
Une salle entière du musée du mur à Berlin est dédiée à Axel Springer en hommage à son action pour la réunification ainsi que pour toutes les aides financières et logistiques mises en œuvre  par ses soins pour l'accueil des réfugiés d'Allemagne de l'est.
Le 30 avril 2008 une partie de la Kochstraße (Berlin) est officiellement devenue la Rudi-Dutschke-Straße, elle est traversée par la Axel-Springer-Straße.
Cette décision a soulevé une polémique toujours pas résolue à ce jour.